# 그로모보이 (장갑순양함)
그로모보이(Gromoboi, «Громобой»)는 러시아 제국이 건조한 장갑순양함이다. 러시아 제국 해군이 배포한 최초의 공식적인 분류는 1등 순양함으로, 1907년 9월 27일자로 장갑순양함, 1915년 7월 16일자로 순양함으로 분류를 변경했다. 러시아 혁명 후, 러시아 공화국 해군, 이후 노농적색 해군으로 주인이 바뀌었다.
함명은 키예프 루스 시대의 문학 작품의 등장인물에서 유래한다. 크림 전쟁에서 패전한 후 함대의 부흥과 외양 진출을 목표로 러시아 제국이 19세기 후반을 통해 정비해 온 대형 대양 장갑순양함 시리즈에 이어지는 마지막 함이다.

## 개요
그로모보이는 먼저 건조된 장갑순양함 ‘로시아’의 개량형으로 설계되었다. 1895년 7월 7주년 계획이 제출되자 황제 니콜라이 2세의 강력한 희망에 따라 ‘로시아’급 순양함이 1척을 더 건조하게 되었다.
새로운 대양 순양함이 건조되고, 4건의 설계 변형이 적용되었다. 그 중 하나가 배수량을 15,385톤으로 늘리고 둘레 포탑을 갖춘 대형 장갑순양함 계획안이었다. 그 개발 과정에서 포탑 순양함이야말로 통상파괴 작전과 함대 작전에 모두 적합한 설계라는 결론이 나왔지만, 포탑 순양함은 당초 요구된 ‘로시아’의 발전형으로 뽑히지 못했다. 로시아와 동급함을 배치한다는 황제의 강한 희망과 공사 기간의 단축이 주원인이 되어 로시아와 같은 현측에 포좌를 늘어놓은 포곽 순양함이 건조된 것이다. 그래도 설계는 전반적으로 검토가 되었고, ‘로시아’의 설계를 그대로 간직한 것은 거의 선체뿐이었다. 한편, 승인되지 않은 15,000톤급 포탑 순양함도 개발이 진행되어 페레스베트급 함대 장갑함이 되었다.
그로모보이의 초기 설계에서는 새로운 크루프 장갑을 채용하면서, 방어 장갑의 두께를 줄여 무게 132톤을 줄임으로써 203mm 포좌뿐만 아니라 152mm 포좌에도 방어를 계획했다. 선체에도 설계를 변경하여, 목재 부분을 금속으로 바꾸는 등 개선을 하고 있었다. 하지만 그렇게 하면 이 함이 ‘로시아’와는 전혀 다르게 설계된 군함이 되어 버리게 데다가 장갑을 제조했던 이조르스키예 공장에서는 크루프 강을 필요한 만큼 생산할 능력이 없다는 것이 나타났다. 따라서 해군 기술위원회의 요구에 반해 장갑은 크루프 강과 하비 강을 혼용하게 되었다.
동력 장치는 ‘로시아’에 탑재된 중간의 순항용 기관을 대신하여 모두 같은 출력을 내는 기관 3개를 탑재했다. 그리하여 그로모보이는 러시아 제국 해군에서 같은 출력을 내는 기관 3기를 탑재한 최초의 무장 함선이 되었다. 기관 출력은 14,500 지시 마력으로 계획에 따라서 속력 은 19노트에 달할 것으로 전망했다. 배수 장치는 전용으로 개발되었다. 또한 연료와 식량 적재 능력을 확대하여 보급없이 자립하고 단독 작전을 실행할 기간을 약 100일로 늘였다.
이전 류리크와 로시아에 비해 함포 공격의 방어가 개선되었다. 주포는 45구경 203mm 포 4문이지만, 16문의 카네식 45구경 152mm 포를 비롯해 포공병장기의 대부분은 포곽에 포함되어 있었으며, 포탑은 채용하지 않았다. 그러나 203 mm 포 및 152mm 포의 포곽에는 포탑형의 방순이 장착되었다. 선미 포곽에서는 방어 장갑을 없앴지만, 포수가 기대했던 자기방어 대책 문제는 실전에서 문제가 생길 때까지 지적되지 않았다.

### 건조
1896년에 발주 계약이 체결되어, 1897년 6월 14일에 상트페테르부르크의 발트 조선소에서 새로운 석조 도크 공사가 시작되었다. 같은 해 12월 7일, 선대의 프리깃을 기념하여 ‘그로모보이’로 명명되었고, 해군에 등록되었다. 공식적인 기공일은 다음 해인 1898년 5월 7일이 되었다. 1899년 5월 8일에 진수했다.
함장은 카를 에센 1등 영관이 임관했다. 계선 시험은 1899년 10월 26일에서 11월 9일까지 실시되었다. 같은 해 11월 12일에는 마무리 공사를 위해 크론시타트로 견인되었으며, 견인 선단은 해협에 빽빽이 몰려 든 유빙에 갇혀 버렸고, 그 이후 그로모보이는 자력으로 단독 회항했다.
그러나 페테르고프 연안 북서풍과 유빙으로 함은 해협 남쪽 끝으로 떠밀렸다. 견인 시도는 성공하지 못했고, 결국 바람과 파도의 방향이 바뀌어 자연과 얕은 물에서 탈출할 때까지 기다릴 수밖에 없었다. 크론시타트에서 항해는 총 3일이 걸렸다. 1900년 9월부터 실시된 시험에서는 계획 이상의 좋은 성적을 거뒀다. 같은 해 11월 1일에 크론시타트에서 리예파야를 향해 출항하여 11월 28일에 그곳에서 극동을 향해 출항했다.
에센 함장의 지휘 하에 그로모보이는 유럽에서 인도양을 돌아 호주에 이르렀다. 1901년 4월부터 5월까지 그로모보이는 영국 해군, 프랑스 해군, 미국 해군, 독일 제국 해군, 네덜란드 해군의 각 함선과 함께 멜버른과 시드니에서 개최된 오스트레일리아 헌법 하사 행사에 참석했다. 1901년 7월 17일에 여순항에 도착하여 발트 함대 태평양 함대에 편입되었다. 항해 중 ‘그로모보이’는 대양을 항해서는 뛰어난 성능을 발휘하여 속력도 20.3 노트를 기록했다.

### 주력함 경쟁
류리크, 로시야, 그로모보이와 게다가 프랑스의 고속 1등 순양함 군의 등장은 러시아 제국의 가상 적국이었던 영국에 자국의 일등 방호순양함에 대한 검토를 강제하게 했다. 영국 해군 역시 발 빠르게 항속 거리가 뛰어난 장갑순양함의 정비를 시작할 수밖에 없었던 것이다. 그때까지 항해 성능과 중무장, 중장갑이라는 중장비와는 양립이 불가능하다고 생각했지만, 프랑스 해군이 항해 성능이 뛰어난 장갑순양함의 개발에 성공하자 방어력이 떨어지는 대형 방호순양함의 개발을 중단했다. 이에 대해 러시아 제국도 류리크 시리즈의 성공에도 불구하고 일등 보호함 건조를 계속했다. 한편, 프랑스에 고속 장갑순양함 ‘바얀’을 주문했지만, 이것은 지아나급 1등 방호순양함 개량형이며, 대양 순양함 즉 대형 중장비의 장갑순양함인 ‘그로모보이’와는 계통이 다른 함이었다. 러시아 제국이 다음으로 배치한 장갑순양함 ‘바얀’은 러시아에서 처음으로 순수하게 함대의 순양함이라는 관점에서 설계된 군함이었기 때문에 이 ‘그로모보이’가 마지막 ‘대양 순양함’인 것이다.
극동 러시아 제국 해군이 대치하는 또 하나의 나라인 일본은 아사마급 장갑순양함을 비롯한 소형 전함이라고 말할 수 있는 일련의 장갑순양함을 구축했다. 이에 대처하기 위해 배치된 그로모보이의 발전형이 페레스베토급이었지만, 이 시리즈는 더 이상 장갑순양함이 아니라 함대 장갑함으로 분류되었다. 이 시리즈는 이후 순양전함(전열함)과 같은 빠른 주력과 항행거리가 긴 준주력함이었다고 할 수 있지만, 순양전함과 달리 방어력뿐만 아니라 화력도 주력함에 뒤떨어지고 있었다.
이 밖에 미국과 이탈리아 왕국도 쓸만한 성능을 가진 장갑순양함의 개발에 성공했다. 미국의 장갑순양함은 미국-스페인 전쟁에서 스페인의 장갑순양함을 압도했고, 이탈리아 왕국이 장갑순양함은 뛰어난 설계를 인정받아 세계 각국에 수출되었다.

## 러일 전쟁
1903년에 창설된 제1태평양 함대 블라디보스토크 분견대에 소속되어 러일 전쟁에 참전하여 한반도에서 일본 열도에 이르기 일본 해상 무역로에서 활발한 통상파괴 작전을 전개했다. 개전 직후부터 연이어 일본 수송선을 격침했다. 1904년 4월 12일에는 ‘하기노라마루’(萩ノ浦丸), 4월 13일은 리원에서 원산을 향해 항해 중인 수송선 ‘킨슈마루’(金州丸)를 격침시켰다. 6월 2일에는 3900 톤급 대형 수송선 ‘이즈미마루’(和泉丸)와 군부대와 군수 물자를 수송 중인 육군 징용 운송 선박 ‘히타치마루’를 현해탄에서 침몰시켰다. (히타치마루 사건) 같은 해 7월 4일에서 7월 19일까지의 기간에 순양함대 일본의 스쿠너를 6척, 영국 증기선 ‘나이트 커맨더’, 독일 제국의 증기선 ‘데아’를 격침시켰다.
1904년 8월 1일은 여순항의 주력 함대가 포위를 돌파하는데 호응하여, 출격했지만 한반도 앞바다에서 일본 해군의 제2함대와 조우해 전투가 해전이 벌어졌다. (울산 해전). 이 전투에서 그로모보이는 심한 손상을 입었고, 인적 손해도 전사 91명, 부상 185명에 달했다.
같은 해 9월 30일은 포시예트 만에서 사고를 당해 1905년 2월 말까지 수리를 해야 했다. 1905년 5월 11일은 루스키 섬 앞바다에서 기뢰에 부딪혀 같은 해 9월까지 수리가 이루어졌다.
1905년 4월 25일에서 4월 28일까지의 기간에 4척의 일본 상선을 격침했다.

## 평시 임무
러일 전쟁이 끝난 후 다른 함과 동시에 발트해로 배치되었다. 1907년부터 1911년에 걸쳐, 크론시타트 증기선 공장에서 점검을 받았다. 그 때, 보일러도 새 것으로 환장되었고, 8문의 152mm 포와 뱃머리 부분의 203mm 포에 포곽이 장착되었다. 수중 어뢰 장치는 금속 공장 제 457mm 장비 2문으로 환장되었다. 방어 장치가 부족했던 선미의 203mm 포는 두께 76.2mm에서 25.4mm 포곽으로 방어되었다. 152mm 포 중 선체 가장자리에 설치되어 있던 2문은 제독실로 이전되었다. 뱃머리와 선미에는 거리계용 장갑사령탑이 설치되었고, 상부 갑판의 추가 포곽도 방어를 강화시켰다. 앞 돛대가 있던 자리에는 원래 전부터 두 번째 위치에 있던 큰 돛이 이설되어 뒷 돛대로 수리되었다. 새로운 큰 돛(앞 돛)과 뒷 돛에는 각각 지름 90cm의 탐조등과 초소가 설치되었다. 기관 관련 공사는 아드미랄티 조선소에서 진행했다.

## 제1차 세계대전
1914년부터 제1차 세계 대전에서 핀란드만 순찰 임무에 투입되었다.
1915년 6월에 리노베이션 공사를 해서 포공 병기를 203mm 포 6문과 152mm 포 20문, 기관총 2정으로 강화시켰다.
이후 높아지는 공중 위협에 대항하기 위해 고각포를 증설했다. 장착된 63.5mm 고각포 2문과 47mm 고각포 2문을 위해 새롭게 전용 승강기를 설치했다. 1916년 6월에는 적군의 통상로 습격 작전을 실행했다. 또한 기뢰부설함을 엄호하고, 발트 함대의 경쾌속함대의 행적 정찰과 공격 임무에 참여했다.
1917년 2월의 이월 혁명의 이후는 러시아 임시 정부의 관할 하에 놓였다. 같은 해 10월 25일에 발생한 볼셰비키의 10월 혁명 이후는 러시아 소비에트 공화국 정부의 관할 하에 놓여 적색 발트 함대에 편입되었다.